# San Luis Río Colorado
San Luis Río Colorado er en by og en kommune i den mexikanske delstat Sonora, øst for Colorado River og kommunen Mexicali i Baja California. Byen ligger lige syd for San Luis i Arizona. Folketællinger fra 2005 viser et indbyggertall på 138.796.

32°28′47″N 114°46′47″V / 32.4797°N 114.7797°V